# José Peña Meléndez
José Peña Meléndez, conocido como Pepe Peña, fallecido en Villagarcía de Arosa el 17 de junio de 1895, fue un dibujante y periodista gallego. 

## Trayectoria
Profesor de Dibujo en la Escuela de Dibujo de la Sociedad Económica y en el Instituto de Santiago. Con su hermano Valentín Peña fundó y dirigió el periódico satírico El Ciclón. Escribió la zarzuela De regreso de pascuas, estrenada en Santiago de Compostela en 1886, y el juguete cómico Un baño, estrenado en Villagarcía ese mismo año.

## Vida personal
Se casó con Paz Gil Serrano y fue padre de Ramón Peña Gil.